# Мірошникова Агнеса Анатоліївна
Агнеса Анатоліївна Мірошникова — радянський та український спеціаліст у галузі диригентсько-хорової освіти міста Харкова, кандидат мистецтвознавства, професор кафедри хорового диригування Харківського національного університету мистецтв імені І. П. Котляревського, заслужений діяч мистецтв України (2006).

## Біографія
Народилася 1926 року. З 1934 по 1941 рік навчалася у Дитячій музичній школі № 1 імені Л. А. Бетховена у Харкові, у класах викладачів Р. З. Рогозіною та Г. Р. З. Степанової. Після звільнення Харкова у 1943 році вступила до Харківського музичного училища.
1948 року закінчила Харківську консерваторію за класом фортепіано у професора Л. І. Фаненштиля, а 1952 року — за класом хорового диригування у професора А. А. Перунова. Потім продовжила навчання в аспірантурі при Київській консерваторії.

## Педагогічна діяльність
З 1950 року розпочала викладацьку діяльність на кафедрі хорового диригування Харківської консерваторії (нині Харківський національний університет мистецтв імені І. П. Котляревського). З 1970 по 1972 рік обіймала посаду завідувача кафедри. Серед її учнів — відомі хормайстри, симфонічні диригенти та викладачі, такі як Ю. І. Кулик, С. М. Прокопов, Ю. В. Янко та інші. Її внесок у розвиток хорового мистецтва відзначений колегами та учнями, які називали її «сучасною Музою, що зберігала та примножувала традиції харківської хорової школи».

## Визнання
У 2006 році Агнесі Мірошниковій було надано звання заслуженого діяча мистецтв України. Її педагогічна та наукова діяльність справила значний вплив на розвиток музичної освіти та хорового мистецтва в Україні.